# Jan Troell

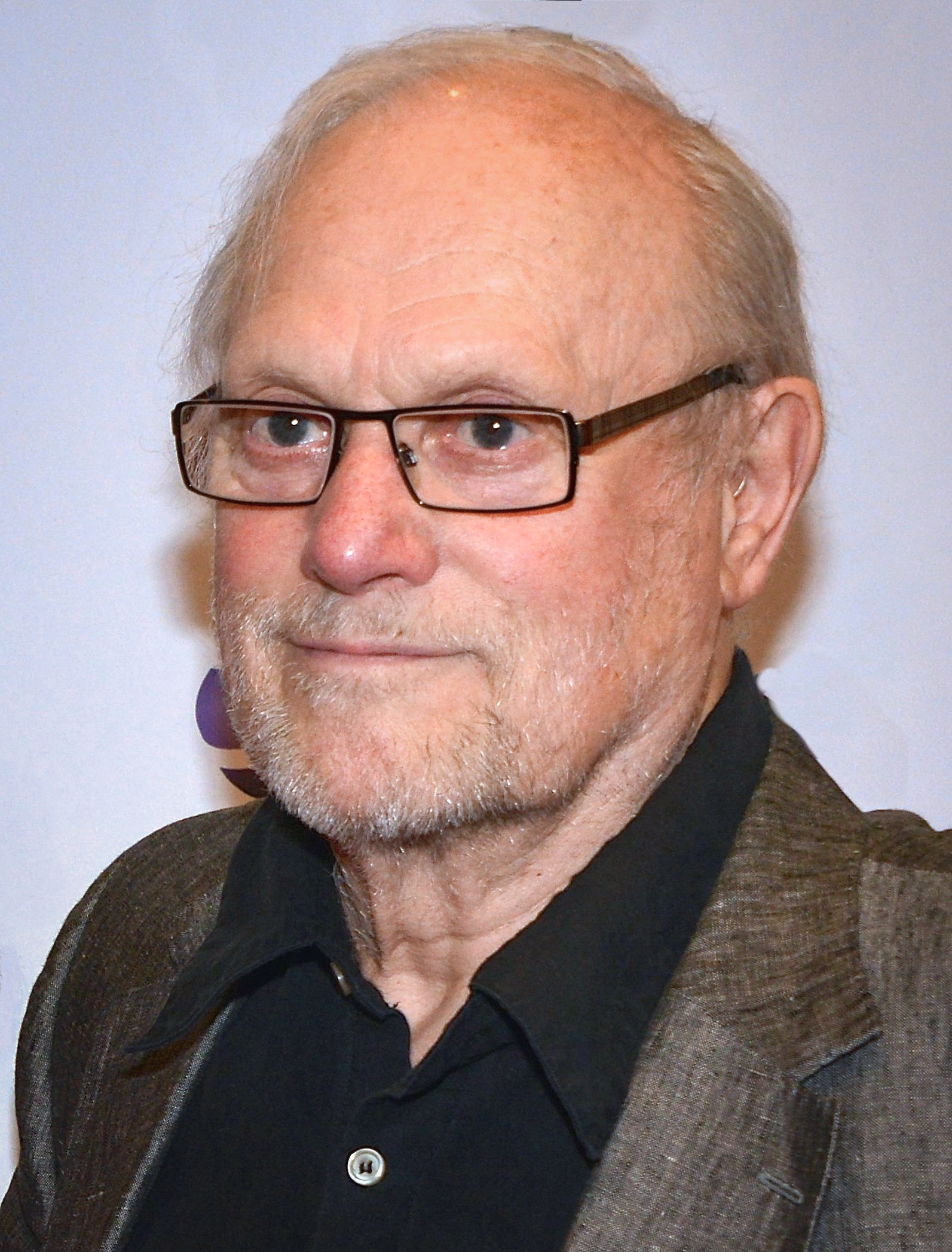
Jan Troell beim Internationalen Stockholmer Filmfestival, 2012

Jan Troell (Aussprache [ˌ ʝɑːn tʁʊˈɛlː], * 23. Juli 1931 in Malmö-Limhamn) ist ein schwedischer Filmregisseur, Kameramann, Drehbuchautor und Filmeditor. In seinem Heimatland wird er neben Ingmar Bergman zu den bedeutendsten Filmemachern gezählt. 1973 wurde er für die Verfilmung von Vilhelm Mobergs Roman Emigranten (1971) als erster Schwede für den Regie-Oscar nominiert.

## Biografie

### Ausbildung und erste Kurzfilme
Jan Troell wurde 1931 in Limhamn, einem Arbeiterviertel Malmös, geboren, wo er auch aufwuchs und die Schule besuchte. Der Sohn eines Zahnarztes absolvierte nach seiner schulischen Ausbildung den Militärdienst, ehe er sich dazu entschloss Pädagogik zu studieren. Nach Beendigung seines Studiums im Jahr 1953 arbeitete Troell neun Jahre lang als Volksschullehrer an der Sorgenfri-Schule in Malmö, wo er sich ab 1956 ersten Arbeiten auf 8-mm-Film widmete, die er gemeinsam mit Schülern inszenierte. Anfang der 1960er Jahre gab sich Troell vollends der Arbeit als Filmemacher hin. Er realisierte mit Sommerzug (1960) und Das Schiff (1961) erste Kurzfilme für das schwedische Fernsehen und lernte Bo Widerberg kennen. Der schwedische Regisseur verpflichtete Troell 1962 als Kameramann für seinen Schwarzweiß-Kurzfilm Pojken och draken. Ein Jahr später kam es zu einer erneuten Zusammenarbeit, als sich Troell für die Kameraarbeit an Widerbergs Spielfilmdebüt Kinderwagen verantwortlich zeigte. 1964 inszenierte Jan Troll den Kurzfilm Aufenthalt im Marschland (Originaltitel: Uppehåll i myrlandet), der gemeinsam mit Arbeiten von Rolf Clemens, Palle Kjærulff-Schmidt, Maunu Kurkvaara und Klaus Rifbjerg den Episodenfilm 4 × 4 bildete. Der 30-minütige Beitrag in Schwarzweiß basiert auf der gleichnamigen Kurzgeschichte Eyvind Johnsons und berichtet von einem Eisenbahner (gespielt von Max von Sydow), der seinem Arbeitsalltag den Rücken kehrt und in eine Moorlandschaft flieht. Für Aufenthalt im Marschland erhielt Troell im April 1967 auf den 13. Westdeutschen Kurzfilmtagen den Preis Interfilm des Internationalen Evangelischen Filmzentrums, während er in seiner Karriere mehrfach mit Max von Sydow zusammenarbeiten sollte.
1966 folgte mit Hier hast du dein Leben das Spielfilmdebüt Troells, bei dem er sich, wie später bei den meisten seiner Filme, neben dem Schnitt und der Kamera auch für das Filmskript mitverantwortlich zeigte. Das Drama, das erneut auf einer Erzählung von Eyvind Johnson basiert, stellt einen 14-jährigen schwedischen Pflegejungen (gespielt von Eddie Axberg) in den Mittelpunkt, der in der Zeit von 1913 bis 1919 die Arbeiterbewegung und den Sozialismus kennenlernt und zum Erwachsenen heranreift. Der 170 Minuten lange Film, den Jan Troell später erheblich kürzte, wurde von der Kritik als „episch breit angelegter, in seiner Handlungsführung ruhiger Erstlingsfilm“ gelobt, „der durch seine formal ausgewogene poetische Gestaltung und die menschliche Haltung besticht“. Für Hier hast du dein Leben gewann Troell 1967 den schwedischen Filmpreis Guldbagge als bester Regisseur und war im selben Jahr im Wettbewerb der Internationalen Filmfestspiele von Berlin vertreten, wo er erneut den Preis des Internationalen Evangelischen Filmzentrums erhielt. Den Goldenen Bären der Berlinale gewann Jan Troell ein Jahr später für das Drama Raus bist du (1968). Der zweite Spielfilm des schwedischen Filmemachers, erneut in Schwarzweiß gedreht, nahm sich einem Roman von Clas Engström als Grundlage, der ebenso wie Troell und sein langjähriger Co-Drehbuchautor Bengt Forslund ein ehemaliger Volksschullehrer gewesen war. Raus bist du erzählt die Geschichte des Volksschullehrers Mårtensson (gespielt von Per Oscarsson), dessen Ehe zerbrochen ist und der die Kontrolle über seine Schüler verloren hat. Das Drama, an Troells ehemaligem Arbeitsplatz, der Sorgenfri-Schule, gedreht, wurde jedoch vom film-dienst weitestgehend kritisiert. „Die Schüler sind von vornherein kleine Teufel; gesellschaftliche Implikationen, die jenseits individueller Veranlagung für Martenssons Verhalten auslösend sein könnten, bleiben ganz am Rand, sind nahezu nicht vorhanden.“, attestierte 1969 der Filmjournalist Franz Everschor.

### Erfolge mit Großproduktionen
Nach dem Erfolg von Raus bist du sollten drei Jahre vergehen, ehe Jan Troell wieder auf sich aufmerksam machen sollte. Er wählte für sein nächstes Projekt die Romantetralogie Romanen om utvandrarna des schwedischen Schriftstellers Vilhelm Moberg als Gegenstand zweier Verfilmungen. Um den Stoff hatte sich unter anderem Jahre zuvor der US-amerikanische Regisseur John Ford vergeblich bemüht. Emigranten (1971) und Das neue Land (1972) wurden beide hintereinander abgedreht, aber auf Drängen des Verleihers zeitlich versetzt in den Kinos veröffentlicht. Die beiden über drei Stunden langen in sich abgeschlossenen Epen, mit Liv Ullmann und Max von Sydow in den Hauptrollen, porträtieren eine in Armut lebende südschwedische Bauernfamilie, die sich um 1850 aufmacht, in die USA auszuwandern. An Originalschauplätzen in Südschweden, Minnesota und Wisconsin gedreht, gelten Troells Literaturverfilmungen, die in Deutschland auch unter den Titeln Die Auswanderer bzw. Die Neubürger bekannt sind, bis heute als teuerste schwedische Produktionen aller Zeiten. Obwohl der Kinoverleih sowohl Emigranten als auch Das neue Land erheblich kürzte, sollten sie dem Filmemacher zum internationalen Durchbruch verhelfen. Der US-amerikanische Kritiker Roger Ebert lobte Emigranten als „... spezieller Film, der schwedisch und dennoch irgendwie amerikanisch sei - im Sinne, dass er die Geschichte darüber erzählt, was Amerika für so viele Millionen bedeutet“. Als „Künstlerisch noch intensiver und nachhaltiger als der erste Teil“ bewertete der film-dienst Das neue Land und verglich ihn mit Elia Kazans Auswanderer-Epos Die Unbezwingbaren (1963). Beide Filme gewannen neben dem Guldbagge und der dänischen Bodil 1973 zwei Golden Globes in den Kategorien Beste Hauptdarstellerin in einem Drama (Liv Ullmann) und Bester ausländischer Film. Bei den Oscars im selben Jahr (offizielle Zählung 1972) folgten fünf Nominierungen, dennoch blieben die Filme unprämiert. Jan Troell, der als erster schwedischer Filmemacher für den Regie-Oscar nominiert wurde, musste sich dem US-Amerikaner Bob Fosse (Cabaret) geschlagen geben, während als Beste ausländische Produktion des Jahres Luis Buñuels Der diskrete Charme der Bourgeoisie triumphierte.
Nach dem großen Erfolg seiner beiden vorangegangenen Filme inszenierte Troell 1973 den schwedischen Fernsehfilm Gamen. Ein Jahr später bot ihm das US-amerikanische Filmstudio Warner Bros. die Regie für den englischsprachigen Western Zandys Braut an, der von einem rüden Viehzüchter (gespielt von Gene Hackman) handelt, der in seiner Ehefrau (Liv Ullmann) eine ebenbürtige Gefährtin erkennen muss. Der „psychologisch feinfühlige(...) Film um die Partnerschaft in der Ehe, voll innerer Spannung, mit Bildern von herb-poetischem Reiz“ wurde von europäischen Kritikern mit Ingmar Bergmans Szenen einer Ehe (1973) oder François Truffauts Das Geheimnis der falschen Braut (1969) verglichen. Dennoch fühlte sich Troell in der US-amerikanischen Filmszene nicht wohl. Die Zusammenarbeit mit einem 100-köpfigen, internationalen Filmteam verunsicherten den schwedischen Filmemacher, der aus vertraglichen Gründen auch nicht wie gewohnt die Kameraarbeit übernehmen konnte. Nach der Produktion von Zandys Braut kehrte er in seine Heimat Schweden zurück, wo 1977 das Drama Bang! entstand. Der Film um einen freiheitsliebenden Amateurmusiker und Lehrer (gespielt von Håkan Serner) wurde von Ingmar Bergman als „poetisches Meisterwerk“ gelobt, war jedoch seinerzeit in Schweden umstritten. 1979 kehrte Troell erneut nach Hollywood zurück, um für den italienischen Filmproduzenten Dino De Laurentiis das Drama Hurricane mit Mia Farrow und Jason Robards in den Hauptrollen abzudrehen. Bei der 20 Mio. US-Dollar teuren Großproduktion, die ursprünglich von Roman Polański hätte inszeniert werden sollen, handelt es sich um ein Remake von John Fords … dann kam der Orkan (1937) und wurde vollständig auf Bora Bora abgedreht. Hurricane, von Kritikern als „zweitklassig“ bewertet, war Troells letzte amerikanische Filmproduktion. Er kehrte nach Beendigung der Dreharbeiten endgültig nach Schweden zurück.

### Spätwerk
Drei Jahre nach Hurricane machte sich Jan Troell 1982 an die Verfilmung der verhängnisvollen Polarexpedition von Salomon August Andrée, Nils Strindberg und Knut Frænkel. Die drei schwedischen Polarforscher hatten vergeblich versucht 1897 mit einem Wasserstoffballon den Nordpol zu erreichen. Der Flug des Adlers, basierend auf einem Roman von Per Olof Sundman und mit Max von Sydow, Göran Stangertz und Sverre Anker Ousdal in den Rollen der ums Leben gekommenen Polarforscher, wurde 1983 (offizielle Zählung 1982) für den Oscar in der Kategorie Bester fremdsprachiger Film nominiert. Danach wurde es still um den schwedischen Regisseur, der in seinem Heimatland neben Ingmar Bergman als bedeutendster Filmemacher gilt. Nach der Geburt seiner Tochter Johanna im Jahr 1983 widmete sich Troell einer filmischen Langzeitstudie, in der er der Frage nachging, in welcher Welt sein Kind aufwächst. Dem mit einer Filmkamera dokumentierten Interview mit dem US-amerikanischen Psychologen und Philosophen Rollo May folgten Gespräche mit den schwedischen Politikern Tage Erlander und Ingvar Carlsson sowie über zwei Jahre lang Beobachtungen von alltäglichen menschlichen Einzelschicksalen. Das Märchenland, so der Titel des Dokumentarfilms, brachte Troell 1988 eine Lobende Erwähnung bei den Internationalen Filmfestspielen von Berlin ein. „Wenn nur ein einziger meiner Filme mich überleben sollte, wünschte ich mir, dass es 'Das Märchenland' wäre. Dieser Film ist mir der wichtigste unter allen. Er ist mir so nahe.“, so Jan Troell später über sein Werk.
1991 widmete sich Troell neun Jahre nach Der Flug des Adlers wieder der Arbeit an einem Spielfilm. Il Capitano erzählt die Geschichte eines jungen finnischen Pärchens (gespielt von Antti Reini und Maria Heiskanen), das beim Versuch ein Fahrrad zu stehlen einen schwedischen Jungen und dessen Eltern tötet und nach Amsterdam flüchtet. Mit dem Drama, das auf einer wahren Begebenheit aus dem Jahr 1988 basiert und auf großen Widerstand in Schweden traf, gelang Jan Troell ein spätes Comeback. Il Capitano gewann 1992 den Guldbagge und den norwegischen Filmpreis Amanda als Bester Film, Troell wurde zudem mit dem Regie-Preis auf den Internationalen Filmfestspielen von Berlin ausgezeichnet. Preisgekrönt wurde auch Troells Filmbiografie Hamsun (1996), in der er Max von Sydow die Hauptrolle des umstrittenen norwegischen Schriftstellers und Literaturnobelpreisträgers Knut Hamsun anvertraute. Das Drama, dessen Vorbereitung fünfzehn Jahre in Anspruch genommen hatte, fand erneut Anklang bei den schwedischen Filmkritikern, wurde mit dem Guldbagge als beste Produktion des Jahres ausgezeichnet und gewann den Preis der Ökumenischen Jury auf dem Montréal World Film Festival. Der Dokumentation Ballonfahrt in den Tod (1997), in der sich Troell erneut dem Schicksal Salomon August Andrées und seiner Begleiter annahm, folgte 2001 wieder eine Filmbiografie. So weiß wie Schnee erzählt die Lebensgeschichte Elsa Anderssons (1897–1922), Schwedens erster Pilotin, die bei ihrem dritten Fallschirmsprung vor tausenden von Zuschauern ums Leben kommt. Das „episch(...) angelegte, opulent bebilderte(...) Porträt einer mutigen Frau“ mit Amanda Ooms in der Hauptrolle wurde 2002 mit dem Guldbagge als Bester Film des Jahres ausgezeichnet. Jan Troell erhielt 35 Jahre nach der Auszeichnung für Hier hast du dein Leben erneut den Regie-Preis.

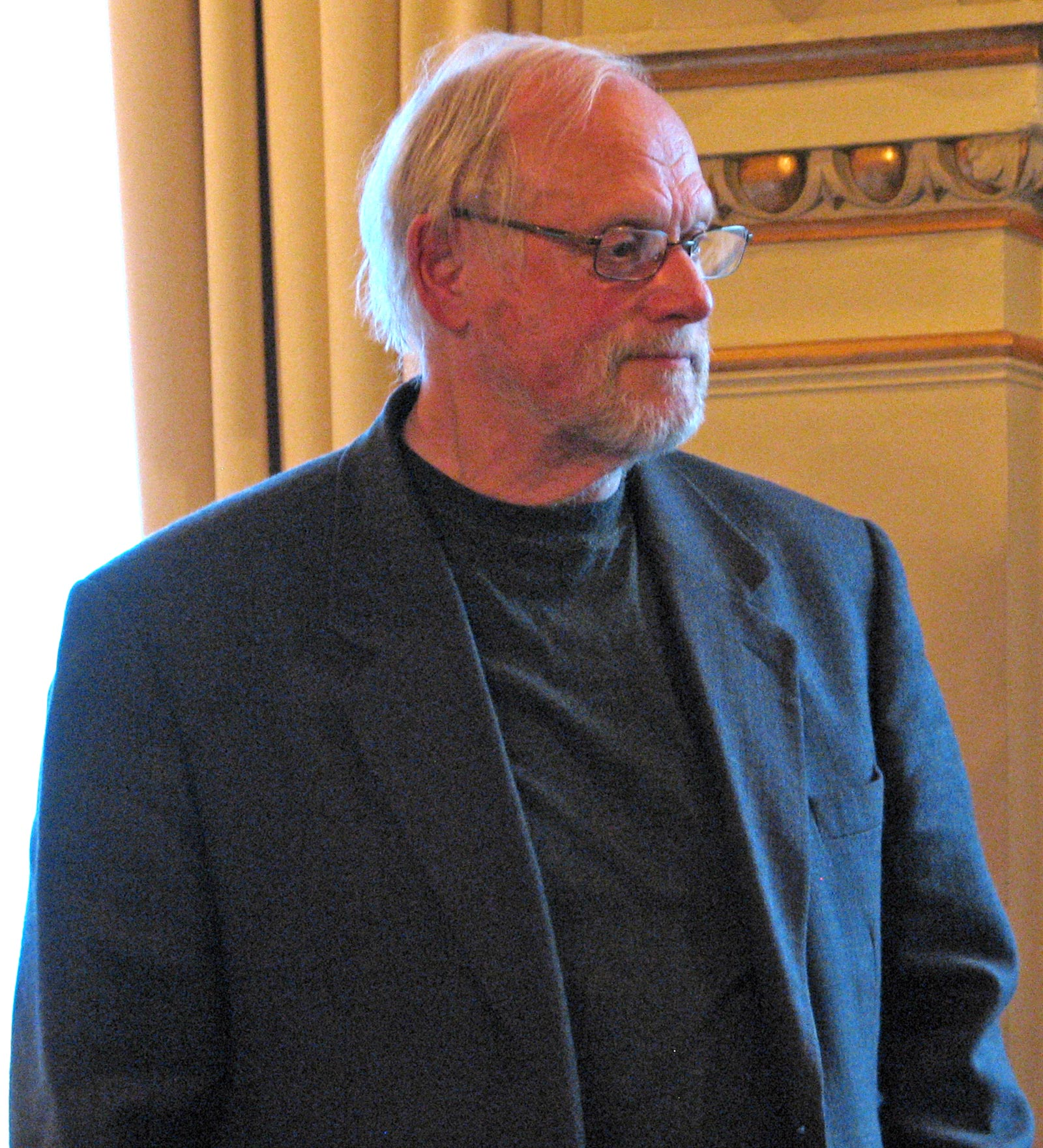
Jan Troell erhält den Kulturhammaren Preis in Lund, Sweden, Mai 2009

2008 meldete sich der 76-jährige Troell mit Die ewigen Momente der Maria Larsson zurück auf die Kinoleinwand, dass wie Hier hast du dein Leben (1966) und So weiß wie Schnee (2001) im Malmö des frühen 20. Jahrhunderts angesiedelt ist. Das Drama handelt von einer in ärmlichen Verhältnissen lebenden siebenfachen Mutter, die bei einer Lotterie eine Kamera gewinnt. Trotz Geldnöten behält sie den Apparat, der für die positiv denkende Frau zu einem Medium der Emanzipation wird. Der Film wurde in den Hauptrollen mit Il Capitano-Darstellerin Maria Heiskanen, Mikael Persbrandt und Jesper Christensen besetzt und von der Familiengeschichte von Troells Ehefrau inspiriert, die auch am Drehbuch mitarbeitete; Maria Larsson war die Tante ihres Vaters. Die ewigen Momente der Maria Larsson wurde Anfang September 2008 auf dem Toronto International Film Festival uraufgeführt und zur selben Zeit in den schwedischen Kinos veröffentlicht. Mit einem Budget von 43 Mio. Euro handelt es sich um Troells größtes Filmprojekt seit Emigranten (1971) und Das neue Land (1972). Wenige Wochen nach Veröffentlichung wurde der Film als schwedischer Bewerber für den Auslands-Oscar bekannt gegeben, gewann den Guldbagge als bester Film des Jahres und wurde 2009 für den Golden Globe Award nominiert.
Jan Troell, der in seinen Filmen stets um Authentizität bemüht ist und dessen Bildsprache sich „... von großer Einfachheit, von steter Verständlichkeit, von starker Eindringlichkeit“ auszeichnet, ist mit der neun Jahre jüngeren Agneta Ulfsäter-Troell verheiratet. Aus der Ehe mit der Schriftstellerin ging seine Tochter Johanna Troell (* 1983) hervor, die 2001 ihren Vornamen in Yohanna änderte.
Ehefrau und Tochter übernahmen im Jahr 2004 Rollen in Troells Beitrag The Yellow Tag, der in dem von Lars von Trier produzierten Episodenfilm Europäische Visionen aufging. In dem Gemeinschaftswerk nahmen sich fünfundzwanzig europäische Regisseure, darunter Fatih Akın, Tony Gatlif, Theo van Gogh und Aki Kaurismäki, fünfminütiger Filmbeiträge an, die auf das gegenwärtige oder künftige Leben in Europa gerichtet sind.
Dem schwedischen Filmemacher, der unter anderem gemeinsam mit weiteren Filmschaffenden einen Appell für Frieden und Freiheit eines unabhängigen Palästinas unterstützte, wurde 2001 auf den Nordischen Filmtagen in Lübeck und im Filmmuseum München eine Retrospektive gewidmet. Troell lebt in Smygehamn, in der schonischen Gemeinde Trelleborg.

## Filmografie (Auswahl)

### Regisseur
- 1965: 4 × 4 (Segment: Aufenthalt im Marschland)
- 1966: Hier hast du dein Leben (Här har du ditt liv)
- 1968: Raus bist du (Ole dole doff)
- 1971: Emigranten (Utvandrarna)
- 1972: Das neue Land (Nybyggarna)
- 1973: Gamen (TV)
- 1974: Zandys Braut (Zandy's Bride)
- 1977: Bang!
- 1979: Hurricane
- 1982: Der Flug des Adlers (Ingenjör Andrées luftfärd)
- 1988: Das Märchenland (Sagolandet, Dokumentarfilm)
- 1991: Il Capitano
- 1996: Hamsun
- 1997: Ballonfahrt in den Tod (En frusen dröm, Dokumentarfilm)
- 2000: Från Sverige i tiden (Dokumentarfilm)
- 2000: 92,8 MHz – drömmar i söder (Dokumentarfilm)
- 2001: So weiß wie Schnee (Så vit som en snö)
- 2003: Närvarande (Dokumentarfilm)
- 2004: Europäische Visionen (Visions of Europe; Segment: The Yellow Tag)
- 2008: Die ewigen Momente der Maria Larsson (Maria Larssons eviga ögonblick)

### Kameramann
- 1962: Pojken och draken (TV)
- 1963: Kinderwagen (Barnvagnen)
- 1965: 4 × 4 (Segment: Aufenthalt im Marschland)
- 1966: Hier hast du dein Leben (Här har du ditt liv)
- 1968: Raus bist du (Ole dole doff)
- 1971: Emigranten (Utvandrarna)
- 1972: Das neue Land (Nybyggarna)
- 1977: Bang!
- 1979: Hurricane
- 1982: Der Flug des Adlers (Ingenjör Andrées luftfärd)
- 1988: Das Märchenland (Sagolandet, Dokumentarfilm)
- 1991: Il Capitano
- 1996: Hamsun
- 1997: Ballonfahrt in den Tod (En frusen dröm, Dokumentarfilm)
- 2000: Från Sverige i tiden (Dokumentarfilm)
- 2000: 92,8 MHz – drömmar i söder (Dokumentarfilm)
- 2001: So weiß wie Schnee (Så vit som en snö)
- 2003: Närvarande (Dokumentarfilm)
- 2004: Europäische Visionen (Visions of Europe; Segment: The Yellow Tag)
- 2008: Die ewigen Momente der Maria Larsson (Maria Larssons eviga ögonblick)

### Drehbuchautor
- 1965: 4 × 4 (Segment: Aufenthalt im Marschland)
- 1966: Hier hast du dein Leben (Här har du ditt liv)
- 1968: Raus bist du (Ole dole doff)
- 1971: Emigranten (Utvandrarna)
- 1972: Das neue Land (Nybyggarna)
- 1977: Bang!
- 1982: Der Flug des Adlers (Ingenjör Andrées luftfärd)
- 1988: Das Märchenland (Sagolandet, Dokumentarfilm)
- 1991: Il Capitano
- 1996: Hamsun
- 1997: Ballonfahrt in den Tod (En frusen dröm, Dokumentarfilm)
- 2000: Från Sverige i tiden (Dokumentarfilm)
- 2000: 92,8 MHz – drömmar i söder (Dokumentarfilm)
- 2001: So weiß wie Schnee (Så vit som en snö)
- 2003: Närvarande (Dokumentarfilm)
- 2004: Europäische Visionen (Visions of Europe; Segment: The Yellow Tag)
- 2008: Die ewigen Momente der Maria Larsson (Maria Larssons eviga ögonblick)

### Filmeditor
- 1965: 4 × 4 (Segment: Aufenthalt im Marschland)
- 1966: Hier hast du dein Leben (Här har du ditt liv)
- 1968: Raus bist du (Ole dole doff)
- 1971: Emigranten (Utvandrarna)
- 1972: Das neue Land (Nybyggarna)
- 1977: Bang!
- 1988: Das Märchenland (Sagolandet, Dokumentarfilm)
- 1991: Il Capitano
- 1996: Hamsun
- 1997: Ballonfahrt in den Tod (En frusen dröm, Dokumentarfilm)
- 2001: So weiß wie Schnee (Så vit som en snö)
- 2003: Närvarande (Dokumentarfilm)

## Auszeichnungen

### Oscar
- 1973: nominiert in den Kategorien Beste Regie und Bestes adaptiertes Drehbuch für Emigranten

### Guldbagge
- 1967: Beste Regie für Hier hast du dein Leben
- 1989: Creative Achievement Award
- 1992: Bester Film und nominiert in der Kategorie Beste Kamera für Il Capitano
- 2002: Beste Regie und Beste Kamera, nominiert in der Kategorie Bestes Drehbuch für So weiß wie im Schnee
- 2009: Bester Film und nominiert in den Kategorien Beste Regie, Bestes Drehbuch und Beste Kamera für Die ewigen Momente der Maria Larsson

### Weitere
Amanda
- 1992: Bester ausländischer Film für Il Capitano

Internationale Filmfestspiele Berlin
- 1967: C.I.C.A.E. Preis, C.I.D.A.L.C. Preis, Interfilm Preis, nominiert für den Goldenen Bären in der Kategorie Bester Film für Hier hast du dein Leben
- 1968: Goldener Bär, Interfilm Preis – Otto-Dibelius-Filmpreis, OCIC Preis, UNICRIT Preis und Preis der International Writers' Guild für Raus bist du
- 1988: Interfilm Preis – Lobende Erwähnung für Das Märchenland
- 1992: Silberner Bär für die Beste Regie, nominiert für den Goldenen Bären für Il Capitano

Bodil
- 1973: Bester europäischer Film für Das neue Land
- 2009: nominiert in der Kategorie Bester nicht-amerikanischer Film für Die ewigen Momente der Maria Larsson

Internationale Filmfestspiele von Cannes
- 1977: nominiert für die Goldene Palme für den Besten Film für Bang!

David di Donatello
- 1976: Premio David Europeo für Zandys Braut

Jussi
- 1972: Bester ausländischer Filmemacher für Emigranten und Das neue Land

Montréal World Film Festival
- 1996: Preis der Ökumenischen Jury für Hamsun, Grand Prix Special des Amériques

Festival des nordischen Films in Rouen
- 1997: Großer Preis der Jury für Hamsun

Independent Spirit Awards
- 2010: nominiert in der Kategorie Bester ausländischer Film für Die ewigen Momente der Maria Larsson

Robert
- 2009: Bester nicht-amerikanischer Film für Die ewigen Momente der Maria Larsson

San Francisco International Film Festival
- 1999: Certificate of Merit in der Kategorie Film & Video – Geschichte für En frusen dröm

Valladolid International Film Festival
- 1996: nominiert in der Kategorie Bester Film für Hamsun
- 1998: Bester Dokumentarfilm für En frusen dröm
- 2008: Beste Kamera (gemeinsam mit Mischa Gavrjusjov) und nominiert für die Goldene Ähre für Die ewigen Momente der Maria Larsson

Internationale Filmfestspiele von Venedig
- 1982 nominiert für den Goldenen Löwen für Der Flug des Adlers

Western Heritage Awards
- 1974: Bester theatralischer Kinofilm für Das neue Land